# Atletes, baixin de l'escenari
Atletes, baixin de l'escenari és el tercer disc del grup català Manel. El disc va sortir al mercat el 16 d'abril del 2013. La portada de l'àlbum és d'un fons groc i mostra els components del grup corrent amb actitud atlètica. L'àlbum va ser editat per Warner Music/Discmedi en format CD i vinil. La presentació del disc que encetarà la gira del nou disc va ser al Primavera Sound de Barcelona el 23 de maig de 2013. Tanmateix, van oferir un primer directe de petit format el mateix 16 d'abril al Fnac del Triangle de Barcelona.
El disc es va gravar als estudis Can Sons de Barcelona entre el febrer i el març de 2013. La gravació i la masterització va anar a càrrec d'Aleix Sans i de Yves Rousell, respectivament. En aquest cas, la producció del disc va recaure íntegrament als Manel.
El disc porta com a títol una frase cèlebre de la veu en off dels Jocs Olímpics de Barcelona de 1992, Constantino Romero, quan hi va haver una invasió del camp per part dels atletes de diverses delegacions presents durant l'actuació de Peret i Los Manolos a la cerimònia de clausura del Jocs a l'Estadi Olímpic de Monjüic.
El disc compta amb 13 cançons. La cançó que obre el disc, «Ai, Yoko», remet a la cançó de John Lennon «Oh Yoko!». El 26 de març es va avançar el primer single de l'àlbum, «Teresa Rampell», per animar les reserves del disc i les vendes del single. El single i la reserva del disc es van posicionar directament en el número u de vendes de cançons i àlbums a l'iTunes.
La lletra de «Teresa Rampell», a diferència d'altres singles d'àlbums anteriors com «Benvolgut», és menys críptica. El single és de durada llarga, específicament, de 5 minuts i mig. Narra una història actual i quotidiana que comença a Gràcia, prop del pont de Vallcarca, i que desgrana una nit de festa de la protagonista, Teresa Rampell. Diversos mitjans apuntaren que el nom Teresa Rampell podria fer referència a Ramon Rampell protagonista de l'obra de Mercè Rodoreda Un dia de la vida d'un home. Segons la revista musical Enderrock, Teresa Rampell té referències clares al rock laietà i específicament, a discs com Dioptria (1970) de Pau Riba. També, publica que el disc es perfila com un disc amb un so més elèctric que els treballs anteriors.

## Estil
Instrumentalment, el grup opta en aquest disc per una estructura clàssica de banda pop-rock: guitarres, baixos, bateria i percussions, teclats i veu. Així doncs, aquest cop i a diferència dels àlbums anteriors no compta amb secció de vents ni quartets de corda. Donada l'absència dels arranjaments orquestrals, les guitarres prenen protagonisme, fet que ha motivat que hagi estat definit com un disc d'un so més elèctric. En són un exemple, el single «Teresa Rampell» i «Vés, bruixot!».
Atletes, baixin de l'escenari és un disc més pop si es compara amb els dos discs anteriors; en són un exemple els temes: «Quin dia feia, amics», «Fes-me petons» i «Un directiu em va acomiadar». Malgrat això, Manel no perd el seu to folk en cançons com «Ja era fort» o «Imagina't un nen».
Segons explicà el vocal Guillem Gisbert en una entrevista, les tornades en les lletres d'aquest àlbum tenen major presència a diferència del disc anterior, 10 milles per veure una bona armadura, que de manera inconscient pràcticament no en tenien.
Segons un article de Roger Palà publicat a l'Enderrock, és un disc més treballat en el vessant lletrístic; les lletres s'allunyen del punt de vista obvi. També defensa que és "un disc més valent", ja que s'allunya, tal com havien insinuat en el 10 milles per veure una bona armadura, de les formes que havien funcionat en el seu disc debut.

## Rebuda
El disc va assolir la primera posició en vendes a tot l'Estat, segons la llista oficial confeccionada per Promusicae, entitat que reuneix els productors de música de l'Estat espanyol. Es va situar en la primera posició només al cap d'una setmana de publicar-se, amb més de 10.000 còpies venudes. Manel començà la gira de presentació del nou treball el 23 de maig al Festival Primavera Sound de Barcelona. Els Manel ja van assolir aquesta posició l'any 2011, amb la seva anterior producció, 10 milles per veure una bona armadura. Segons Promusicae, va ser el 23è disc més venut el 2013 a Espanya. A data del juny de 2014, havien venut 35.000 còpies del disc.
La gira d'aquest disc s'inicià a l'edició de 2013 Primavera Sound i ha dut el grup a fer concerts arreu de Catalunya, Espanya i algunes sales de Suïssa, Alemanya, Anglaterra i al Santos Party House de Nova York.

## Llista de cançons
| Núm. | Títol                         | Durada |
| ---- | ----------------------------- | ------ |
| 1.   | «Ai, Yoko»                    | 3:36   |
| 2.   | «Vés, bruixot!»               | 4:10   |
| 3.   | «Ja era fort»                 | 2:59   |
| 4.   | «Banda de rock»               | 3:08   |
| 5.   | «Deixar-te un dia»            | 4:11   |
| 6.   | «Mort d'un heroi romàntic»    | 5:26   |
| 7.   | «Imagina't un nen»            | 2:35   |
| 8.   | «Teresa Rampell»              | 5:30   |
| 9.   | «A veure què en fem»          | 4:57   |
| 10.  | «Desapareixíem lentament»     | 3:21   |
| 11.  | «Quin dia feia, amics...»     | 3:59   |
| 12.  | «Fes-me petons»               | 4:38   |
| 13.  | «Un directiu em va acomiadar» | 3:19   |